# Whiskeytown
Whiskeytown je bio alter-country sastav osnovan 1994. u Raleighu u Sjevernoj Karolini. Bio je predvođen Ryanom Adamsom, dok su ostali članovi bili Caitlin Cary, Phil Wandscher, Eric "Skillet" Gilmore i Mike Daly. Raspali su se 1999., kada je Adams odlučio započeti samostalnu karijeru. Adams i Cary 2005. su najavili reorganizaciju grupe i snimanje LP-a.
Grupa se smatra jednom od najutjecajnijih u okvirima svog žanra uz Uncle Tupelo, The Jayhawkse i The Old 97's. Kao i spomenuti, Whiskeytown je postupno širio svoj zvuk izvan granica alt-countryja.
Iako je sastav objavio samo tri albuma, ni na jednom nije svirala ista postava. Konstantni su bili samo Adams i Cary.

## Povijest
Whiskeytown je osnovan 1994. u Raleighu u Sjevernoj Karolini. Nakon nastupanja s punk rock sastavom zvanim The Patty Duke Syndrome, Adams je pronašao inspiraciju u country-rocku Grama Parsonsa te osnovao grupu s violinisticom Caitlin Cary, bubnjarom Ericom "Skilletom" Gilmoreom, basistom Steveom Grothmanom i gitaristom Philom Wandscherom.

### Faithless Street(1995. – 1996.)
Faithless Street, objavljen u izdanju Mood Food Recordsa 1996., istaknuo je sastav kao jedne od predvodnika svoga žanra, a zahvaljujući odličnim recenzijama u publikacijama kao što je časopis No Depression, grupa je potpisala ugovor s većom izdavačkom kućom, Geffen Records.
Faithless je ponovno objavljen 1998. s desetak bonus pjesama iz tog razdoblja, od kojih su neke bile nove, dok su se ostale pojavile na Strangers Almanac, Rural Free Delivery i drugim ranim EP-jima u različitim verzijama. Jedna pjesma, "Oklahoma", skinuta je s albuma. Adams je tvrdio kako je razlog za reizdanje mutni zvuk s originalne verzije i njegovo nezadovoljstvo "Oklahomom", koja je dodana na album unatoč njegovim prigovorima.  Arhivirana inačica izvorne stranice od 5. siječnja 2008. (Wayback Machine)

### Stranger's Almanac(1997. – 1998.)
Whiskeytownov debi za veliku izdavačku kuću, Stranger's Almanac, pomogao je etabliranju Adamsove reputacije kao tekstopisca. Kad je album objavljivan, Gilmore i Grothman su napustili sastav, a Wandscher je otišao nakon što je album objavljen. Sastav je sljedeću godinu proveo tražeći nove glazbenike.
Sve se odrazilo na koncerte sastava. U članku iz Detroit Free Pressa iz lipnja 1997. nazvanom Whiskeytown: half band, half soap opera, opisan je nastup grupe u Lansingu u Michiganu koji je publika nazvala polupečenom izvedbom.
Unatoč razmiricama unutar grupe, Almanac se pokazao uspješnim među kritikom, dok su se pjesme "16 Days" i "Yesterday's News" često vrtile na radiju.

### Pneumoniai raspad sastava (1999. – 2001.)
Unatoč čestim promjenama glazbenika u sastavu, multi-instrumentalist Mike Daly je postao stalni član koji je značajno pridonio na njihovu trećem albumu, Pneumonia.
Snimanje albuma umnogome se razlikovalo od prethodna dva vjerojatno zbog stalnog mijenjanja odnosa u sastavu. Tradicionalni country s prva dva albuma, posebno Faithless, zamijenjen je modernijim popom s korijenima u countryju, slično Wilcovu albumu Summerteeth iz 1999. Na albumu su svirali i gostujući glazbenici, kao što su Tommy Stinson iz The Replacementsa i James Iha iz The Smashing Pumpkinsa.
Unatoč završetku albuma i formirane baze obožavatelja Whiskeytowna, Outpost Records je zatvorio svoja vrata usred spajanja Polygrama i Universala, pa je album ostao na čekanju još dvije godine, što je značilo i raspad grupe.
Lost Highway Records, ogranak Universal Musica, preuzeo je album nakon što je Adams potpisao s njima i objavio ga u svibnju 2001.

### Samostalne karijere i ponovno okupljanje
Od raspada sastava 1999., većina članova osnivača je ostala aktivna u glazbi. Cary, koja se udala za originalnog bubnjara Erica "Skilleta" Gilmorea, objavila je tri samostalna albuma i formirala ženski folk trio Tres Chicas.  Arhivirana inačica izvorne stranice od 2. listopada 2007. (Wayback Machine)
Adams je također započeo samostalnu karijeru, objavivši nekoliko samostalnih albuma uključujući tri 2005. U međuvremenu je održao svoju problematičnu reputaciju: u Nashvilleu 2002. je izbacio obožavatelja s koncerta jer je ovaj u šali zatražio pjesmu Bryana Adamsa.
Adams i Cary su u nekoliko prilika ustvrdili kako će ponovno okupiti Whiskeytown, ali do danas ništa nije objavljeno. Sastav se jednom okupio, ali za improvizirani nastup na jednom od Adamsovih koncerata u Raleighu u Sjevernoj Karolini 2005.

## Utjecaji
Ryan Adams rođen je u vojnom gradu Jacksonvilleu u Sjevernoj Karolini. Nekoliko se puta u pjesmama referirao na rodni grad, i kao član Whiskeytowna i kao samostalni glazbenik. Dvije najpoznatije reference iz dana u Whiskeytownu bile su pjesme "Midway Park" s albuma Faithless Steet, nazvanoj prema civilnom kompleksu u kojem su odsjedali vojnici, i "Jacksonville Skyline" s Pneumonie iz 2001., koja govori o "neonskim svjetlima, salonima automobila i restoranima" koji su prisutni diljem zajednice, za koju se kaže kako je "grad s očajnim semaforima" ("city with a hopeless streetlight"). Adamsova nova grupa, Ryan Adams and the Cardinals, nosi ime po maskoti srednje škole u Jacksonvilleu koju je Adams pohađao. Cardinalsi su snimili i album nazvan Jacksonville City Nights.

## Članovi

### Članovi osnivači
- Ryan Adams – vokali, ritam gitara
- Caitlin Cary – gusle, prateći vokali, perkusije
- Eric "Skillet" Gilmore – bubnjevi, perkusije
- Steve Grothmann – bas-gitara
- Phil Wandscher – solo gitara, vokali

### Kasniji članovi
- Ed Crawford – gitara
- Steven Terry – bubnjevi, perkusije
- Jeff Rice – bas-gitara
- Mike Daly – bas-gitara, kalvijature, gitara, mandolina, vokali
- Jenni Snyder – bas-gitara
- Chris Laney – bas-gitara
- Bill Ladd – pedal steel gitara – studijski glazbenik
- Mike Santoro – bas – Bivši član The Stevesa, grupe iz Sjevernog New Jerseyja
- Chris Riser – lap steel gitara, pedal steel gitara – 1994. – 95., također član Chapel Hill's Pine Statea
- Nicholas Petti – pedal steel gitara – 1995. – 96., također član Chapel Hill's Pine Statea

## Diskografija

### Albumi
- 1995.: Faithless Street
- 1997.: Strangers Almanac
- 2001.: Pneumonia

Neobjavljeni
- 1996.: Those Weren't The Days

### EP-ovi
- 1995.: Angels
- 1997.: Rural Free Delivery
- 1997.: In Your Wildest Dreams

### Kompilacije
- 1996.: Who the Hell? A Tribute to Richard Hell
- 1996.: Smash Hits Opry
- 1999.: Alt. Country Exposed Roots
- 1999.: Return of the Grievous Angel: A Tribute to Gram Parsons
- 2003.: Lost Highway: Lost & Found Vol. 1
- 2004.: No Depression: What It Sounds Like Vol. 1
- 2006.: Big Star, Small World

## Vanjske poveznice
- Diskografija na MusicBrainz
- Stranica Whiskeytowna na Lost Highway  Arhivirana inačica izvorne stranice od 8. rujna 2008. (Wayback Machine) – Uključuje 1-minutne isječke pjesama s Pneumonie
- Whiskeytown na Rolling Stoneu